# Sergio Choque
Simón Sergio Choque Siñani (El Alto, La Paz, Bolivia, 28 de septiembre de 1968) es un abogado y político boliviano. Fue el Presidente de la Cámara de Diputados de Bolivia desde el 14 de noviembre de 2019 hasta el 8 de noviembre de 2020.

## Biografía
Sergio Choque, nació el 28 de septiembre de 1968 en la ciudad de El Alto del departamento de La Paz, Bolivia. Inició su carrera política y dirigencial en la Federación de Juntas Vecinales (Fejuve) de la ciudad de El Alto.

### Presidencia de la Cámara de Diputados (2019-2020)
Fue electo diputado Uninominal Circunscripción 12, por la ciudad de El Alto en la elecciones generales de 2014.
El 14 de noviembre de 2019, tras la renuncia de Víctor Borda, como presidente de la Cámara de Diputados a causa de la crisis política de 2019; con un cuórum de 75 asambleístas, la bancada del Movimiento al Socialismo (MAS) designó a Choque como presidente de la Cámara de Diputados, y a Henry Cabrera cono vicepresidente, ambos elegidos de manera unánime por los 2/3 del MAS.